# Ian Frid
Ian Borisovitch Frid (em russo: Ян Борисович Фрид, nome verdadeiro: Iakov Borukhovitch Fridland; Krasnoiarsk, 31 de maio de 1908 — Estugarda, 19 de dezembro de 2003) foi um cineasta, roteirista e major russo-soviético. Considerado pioneiro do gênero opereta no cinema de seu país, Frid foi um dos principais representantes de comédias musicais soviéticas por quatro décadas.
Por consequência de sua significativa contribuição cultural, foi condecorado com o título honorífico "Artista Homenageado", além das comendas Ordem da Amizade, Bandeira Vermelha do Trabalho, Estrela Vermelha e Guerra Patriótica.

## Biografia
Fried nasceu na cidade russa de Krasnoiarsk em 31 de maio de 1908. Ele obteve sua formação em direção no Instituto Teatral de Leningrado no ano de 1932 e graduou-se no Instituto Gerasimov de Cinematografia seis anos depois. Na ocasião, era lesionado por Serguei Eisenstein. Logo após sua formatura, trabalhou na Lenfilm, distribuidora pela qual lançou sua primeira obra cinematográfica.
Na década de 1940, iniciou sua carreira militar, na qual participou do cerco a Leninegrado. Entre janeiro de 1944 e maio de 1945, foi chefe da Casa do Exército Vermelho da 15.ª Força Aérea. Ele saiu da guerra com o posto de major.
Na década seguinte, retornou ao entretenimento com documentários. Apesar de sua filmografia registrar produções variadas, ele é considerado um dos pioneiros do gênero opereta no cinema soviético. Entre suas principais obras estão: Dvenadtsataya noch (1955), Proshchaniye s Peterburgom (1972), Sobaka na sene (1977), Letuchaya mysh (1979), Blagotchestivia Marta (1980), Silva (1981), Don Cezar de Bazan (1989) e Tartiuf (1992).

## Vida pessoal e morte
Frid casou-se com Viktoria Gorshenina em 8 de maio de 1934. Esta união perdurou até a data de sua morte. Em meados da década de 1990, mudaram-se para a cidade alemã de Estugarda numa tentativa de residir mais próximo da filha. Frid faleceu em 19 de dezembro de 2003.

## Condecorações
- Artista Homenageado da República Socialista Soviética Autônoma de Buryat (1951).[11]
- Ordem da Guerra Patriótica (1945 e 1985).[carece de fontes?]
- Ordem da Estrela Vermelha (1944).[carece de fontes?]
- Ordem da Bandeira Vermelha do Trabalho (1988).[12]
- Ordem da Amizade (2003).[13]